# Moce

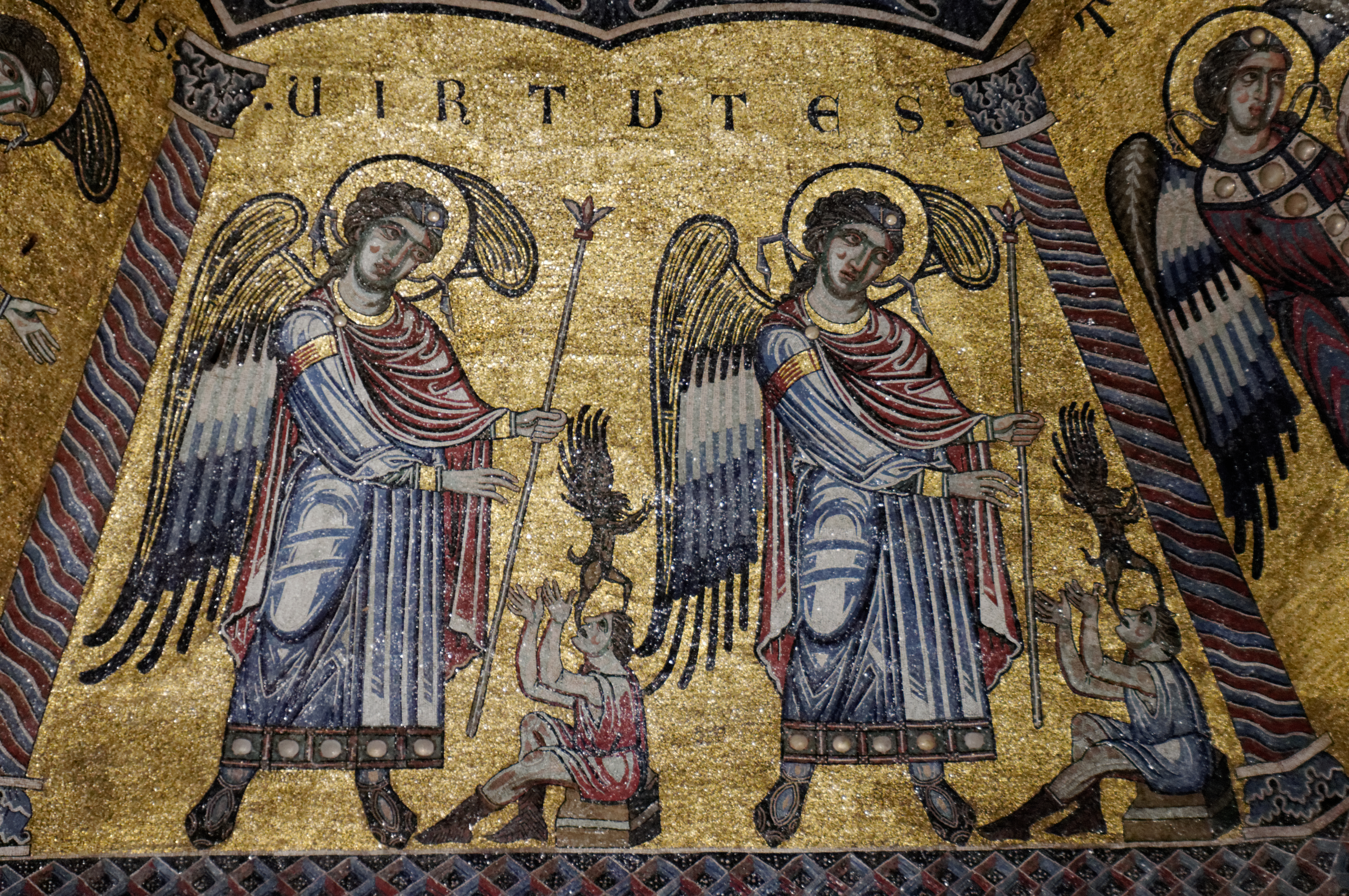
Aniołowie z rzędu Mocy, mozaika w Baptysterium św. Jana we Florencji

Moce (Mocarstwa, Cnoty, Siły, stgr. Δυνάμεις, łac. Virtutes, cs. Сӯлӯ) – rząd pośród chórów anielskich. Jeden z dwóch, obok Zwierzchności (stgr. Άρχαί, łac. Principatus), odnośnie do których istnieje od wieków, w chrześcijańskiej angelologii, kontrowersja na temat jego miejsca w hierarchii anielskiej. Według jednych zajmuje on miejsce piąte, a według innych siódme, licząc od tronu Boga. Ich zadaniem jest umacnianie wierzących cnotami i czynienie cudów.

## Moce w Biblii

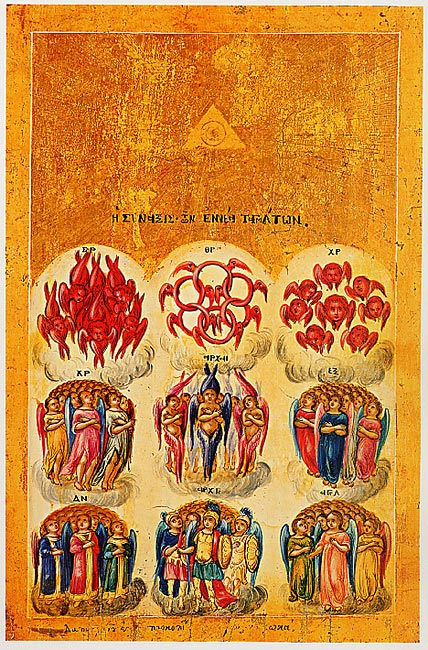
Trójca Święta ponad dziewięcioma chórami anielskimi, ikona grecka, Moce u dołu z lewej strony

Podstawą biblijną zaliczenia Mocy do rzędów duchów stworzonych są słowa Nowego Testamentu, przede wszystkim św. Pawła Apostoła, który wylicza niektóre z nich twierdząc, iż Chrystus zasiada ponad wszelką Zwierzchnością i Władzą i Mocą i Panowaniem (Ef 1, 21). Zaś w innym miejscu stwierdza, że w Nim zostało wszystko stworzone: i to, co w niebiosach, i to, co na ziemi, byty widzialne i niewidzialne, czy Trony, czy Panowania, czy Zwierzchności, czy Władze (Kol 1, 16). Ponadto pisze on, że ani śmierć, ani życie, ani aniołowie, ani Zwierzchności, ani rzeczy teraźniejsze, ani przyszłe, ani Moce (Rz 8, 38), nie zdołają nas odłączyć od miłości Boga. Św. Piotr Apostoł głosi o Chrystusie, iż poszedł do nieba, gdzie poddani Mu zostali Aniołowie i Władze, i Moce (1 P 3, 22).
W Ewangeliach Jezus Chrystus mówi o Mocach niebieskich (Mocach niebios), które zostaną wstrząśnięte (Mt 24, 29; Mk 13, 25; Łk 21, 26). Prorok Daniel zaś, że panowanie i władzę, i wielkość królestw pod całym niebem otrzyma lud święty Najwyższego. Królestwo Jego będzie wiecznym królestwem; będą Mu służyły wszystkie moce i będą Mu uległe (Dn 7, 27).

## Moce według Tradycji chrześcijańskiej
Ojcowie i Doktorzy Kościoła oraz mistycy chrześcijańscy przez wieki wypowiadali się na temat hierarchii anielskiej, wśród której umieszczali rząd o nazwie tłumaczonej na polski zwykle jako Moce. Podstawą ich rozważań, odnośnie do poszczególnych chórów, była u jednych analiza ich nazw zawartych w Biblii, a u drugich własne wizje nadprzyrodzone. Wśród pierwszych są np.: św. Ambroży, św. Jan Chryzostom, św. Cyryl Jerozolimski, a zwłaszcza Pseudo-Dionizy Areopagita i św. Grzegorz Wielki oraz św. Bernard z Clairvaux; wśród drugich zaś, m.in.: św. Hildegarda z Bingen, św. Mechtylda z Hackeborn i św. Elżbieta z Schonau.
Pseudo-Dionizy Areopagita, uważany za twórcę angelologii, w dziele O hierarchii niebieskiej wyjaśniał, że ich nazwa biblijna wskazuje na to, iż będąc równe z Panowaniami i Potęgami, „są tak umiejscowione, aby ukazywać uporządkowaną naturę niebiańskiego i intelektualnego Autorytetu, oczyszczenie, oświecenie, doskonałość”. Stwierdzał też, że „imię świętych Mocy oznacza pewną siłę i niezachwianą odwagę buchającą we wszystkie pochodzące od Boga energie i spływające do tych, którzy usytuowani są niżej, napełniając ich obficie mocą”.
Św. Tomasz z Akwinu, zwany Doktorem Anielskim, dokonał streszczenia analizy lingwistycznej w Sumie Teologicznej:

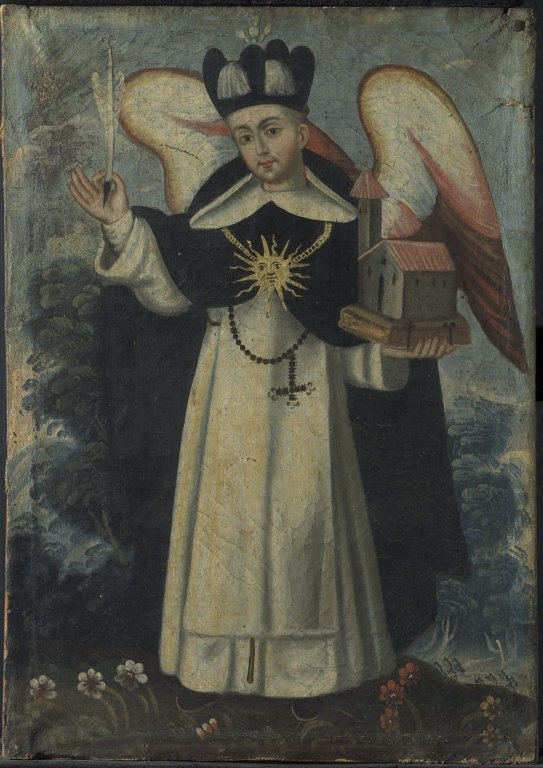
Tomasz z Akwinu Doktor Anielski

Co do nazwy: Moce, to trzeba wiedzieć, że moc ma dwa znaczenia: pierwsze, wspólne, o ile ona jest w środku między istotą i działaniem. W tym znaczeniu wszystkie duchy niebieskie zwą się mocami niebieskimi, tak jak i zwą się istotami niebieskimi. Drugie, o ile wyraża jakąś wybitność męstwa. I tak właśnie jest nazwą własną rzędu: Moce. Stąd to Dionizy pisze: Nazwa Moce oznacza jakieś męskie i niezachwiane męstwo: pierwsze w wykonywaniu wszystkich zleceń Bożych, do jakich jest ten rząd zobowiązany; drugie, w przyjmowaniu zleceń Bożych. Innymi słowy: ta nazwa wskazuje na to, że Moce podejmują się bez bojaźni należących do nich spraw Bożych, co jak się zdaje świadczy o męstwie ducha.

Zdaniem Akwinaty „Moce rozpościerają władzę nad cielesną naturą w dokonywaniu cudów”, zaś św. Grzegorz Wielki twierdził szerzej, iż „wszystkie cielesne natury są strzeżone przez Moce”. Pseudo-Dionizy Areopagita pisał zaś: „Moce dążą ze wszystkich swych sił do naśladowania Boga, wpatrzone bezustannie w nadprzyrodzoną i twórczą siłę Boga. Są jej odbiciem i wpływają na to, co podlega Bogu, udzielając mu odpowiedniej siły do działania i osiągnięcia swego celu”. Ich śladami podążał w okresie nowożytnym św. Alojzy Gonzaga pisząc w dziełku O Aniołach, że „Aniołowie chóru Mocy, mocą i potęgą odzwierciedlają nieskończoną Wszechmoc Bożą, dokonują najtrudniejszych rzeczy, a swą posługą wywołują w stworzeniach cudowne skutki”.
Św. Bernard z Clairvaux w dziele O rozważaniu. Księga Piąta podobnie stwierdzał, iż „Duchy te rozkazują żywiołom i używają ich w tym celu, aby znakami i cudami upomnieć śmiertelnych. Być może dlatego też po słowach: Będą znaki na słońcu, księżycu i gwiazdach – czytamy zaraz w Ewangelii: albowiem Moce niebieskie zostaną wstrząśnięte [Łk 21, 25-26], to znaczy duchy, za sprawą których dokonują się te znaki” (IV. 8). Opisując zaś, w jaki sposób poszczególne rzędy aniołów objawiają właściwości Boga, proponował oryginalne ujęcie: „W Mocach można widzieć siłę jednakowo rozprzestrzenioną, wszędzie obecną, dzięki której wszystko istnieje, dającą życie wszystkiemu, skuteczną, nieuchwytną i niewzruszoną, a jednak kierującą wszystko ku dobru i trzymającą w ryzach. Kiedy ta siła objawia się ludziom w jakimś niezwykłym skutku – zowią ją dziwem lub cudem” (IV. 10).
Podkreślał on stanowczo pierwszeństwo działania Wszechmogącego Pana, którego jakimś zaledwie odblaskiem są funkcje poszczególnych rzędów aniołów: „Moce mają za zadanie pobudzać cudami ospałe serca ludzkie, ale w rzeczywistości mocą, która sprawia cuda, jest Bóg. Wprawdzie moce również działają cuda, ale nic to nie znaczy w porównaniu z Bogiem. Różnica jest tak wielka, że Prorok może powiedzieć o Bogu: Tyś jest Bogiem działającym cuda [Ps 76, 15]. I tak samo gdzie indziej zwraca się do Boga: Ty, który sam tylko czynisz cuda wielkie [Ps 135, 4]” (V. 11).
Św. Hildegarda z Bingen, opierając się na własnych wizjach, wkładała w usta Boga charakterystykę Mocy, w której zaakcentowana jest bardziej ich rola umacniania cnót w człowieku oraz wspierania ich w walce duchowej, a nie panowanie nad siłami natury:

Mają twarze jak ludzie, a od ramion w dół błyszczą jasnym blaskiem. Wstępują w serca wierzących i z gorejącą miłością budują w nich wysoką wieżę ich dzieł. Tak odzwierciedlają w swoim duchowym bycie dzieła wybranych i prowadzą ich swoją mocą do dobrego końca świetlistej szczęśliwości. Skoro bowiem wybranym [ludziom] objawi się jasność wewnętrznego poznania, zrzucają z siebie całą złość swoich grzechów ze względu na światło, które z Mocy, zgodnie z Moją wolą na nich spływa i ich otacza. Dzielnie walczą przeciwko zasadzkom szatana. Wszystkie walki przeciwko piekielnym zastępom, Moce nieustannie przedkładają Mnie, swemu Stwórcy.

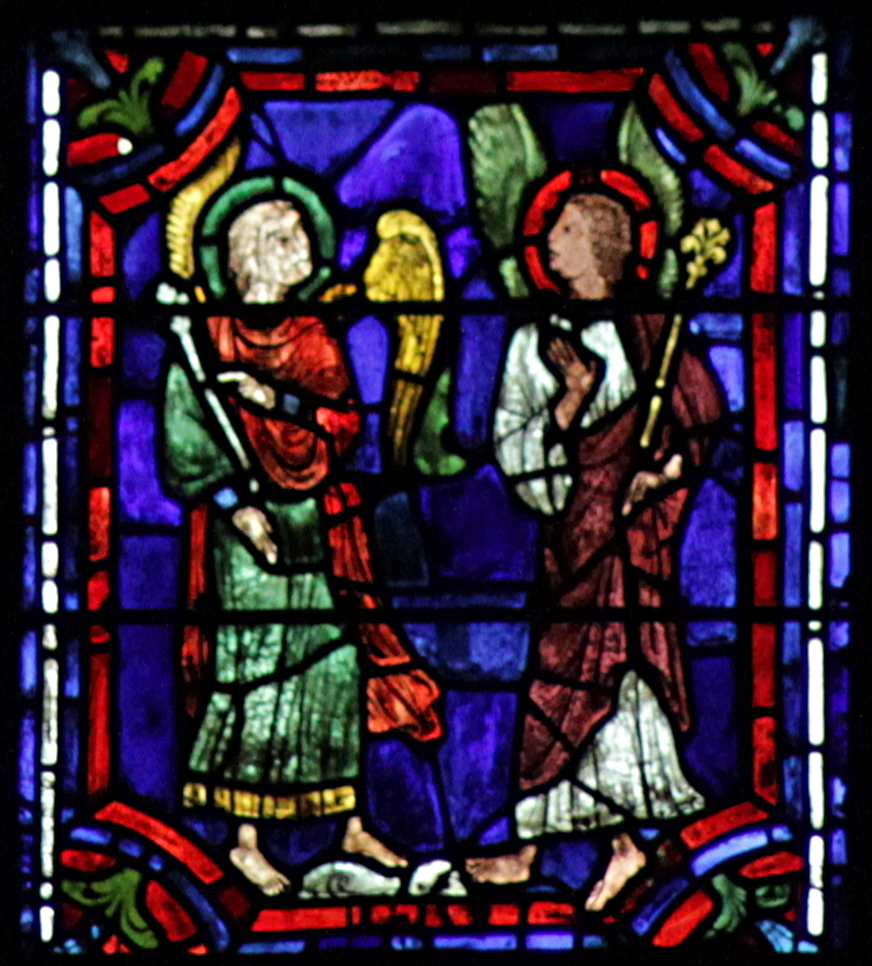
Moce, witraż św. Apolinarego w katedrze w Chartres, XIII/XIV w.

Na swoim rysunku kręgów anielskich św. Hildegarda ukazała ten rząd bez skrzydeł. Moce były też przedstawiane w innych dziełach sztuki. W ikonografii bizantyńskiej i ruskiej Moce ukazywano jako piękne, uskrzydlone postacie ludzkie, którym dodawano atrybuty w formie kul oznaczających ciała niebieskie, którymi się opiekowały. Średniowieczni artyści włoscy zwykle przedstawiali Moce z białą lilią w dłoni, w momencie niesienia pomocy potrzebującym. W XV wieku zamieniono ten kwiat na złote berło. Oznaczało to odejście od akcentowania roli Mocy w umacnianiu cnót u wierzących, na rzecz zajmowania się przez nich kosmosem. Na Zachodzie więcej niż na Wschodzie mówiono o tej pierwszej roli Mocy, bowiem w łacinie virtus oznacza męstwo, czyli tak moc, jak i cnotę, dlatego chór ten tłumaczono też jako Mocarstwa i Cnoty. Nie ma takiej wieloznaczności w grece, w której są osobne słowa oznaczające moc (δύναμις), męstwo (ανδρεία) i cnotę (αρετή).
Temat roli aniołów z chóru Mocy poruszali również teologowie w XX wieku. Św. Teresa Benedykta od Krzyża (Edyta Stein), w dziele Byt Skończony a Byt Wieczny, opierając się przede wszystkim na pracy Pseudo-Dionizego O hierarchii niebieskiej, rozważała funkcje poszczególnych rzędów anielskich, w oparciu o ich nazwy. Odnośnie do Mocy i Potęg użyła niemieckich słów: Kräfte i Mächte. To pierwsze polska tłumaczka oddała przez Siły, a drugie przez Moce. Jednakże niemiecki przekład dzieła Pseudo-Dionizego oddaje Δυνάμεις (Moce) przez Mächte, a Εξουσίαι (Potęgi) przez Gewalten. W niemieckojęzycznej angelologii Moce są określane zarówno jako Mächte, jak i Kräfte. Z kolejności zastosowanej przez św. Teresę Benedyktę, oddającą kolejność u Pseudo-Dionizego oraz z obu tekstów wynika, iż pojęciem Mächte określiła Potęgi, zaś pojęciem Kräfte (Siły) określiła Moce, o których napisała:

Siły noszą nazwę od swej dzielnej, nieustraszonej męskości, spływającej na każde ich działanie i niedopuszczające niczego, co mogłoby zahamować użyczone im przez Boga światło. Dąży ona ze wszystkich sił do naśladowania Boga i nie ociąga się w tchórzliwej słabości wobec tego, czego wymaga Jego ruch; wpatrzona stale w nadprzyrodzoną i twórczą siłę Boga jest – na ile to możliwe – jej odbiciem; zwraca się siłą ku tej najpierwszej mocy i przepływa na to, co jej jest podporządkowane, udzielając mu siły.

Sł. Boża m. Paula Zofia Tajber, opisując różne rodzaje posługiwania poszczególnych chórów anielskich, zwracała uwagę na rolę Mocy w ukierunkowywaniu natury ku dobru nadprzyrodzonemu i doczesnemu ludzi: „Moce, które w troskliwej pieczy nad kulą ziemską rozpościerają rządy panowania Bożego na żywiołami, kierując je ku dobru żyjącej według woli Bożej ludzkości, w bogactwie łaski Bożej, wylanej na ród ludzki, posłuszne natchnieniu Bożemu”.

## Miejsce Mocy w hierarchii anielskiej
Ze względu na różnice w kolejności wymieniania poszczególnych rzędów w odnośnych wersetach Nowego Testamentu, angelolodzy dzielą się od wieków na dwie grupy, wywodzące się od Dionizego Areopagity i Grzegorza Wielkiego. Według św. Dionizego, Moce znajdują się, licząc od strony tronu Bożego, po Panowaniach, a przed Władzami, zaś Zwierzchności po Władzach a przed Archaniołami. Według św. Grzegorza Zwierzchności są pomiędzy Panowaniami a Władzami, zaś Moce między Władzami a Archaniołami.
Doktor Anielski usiłował pogodzić te sprzeczne opinie, twierdząc, że „oba te sposoby wyliczania mogą mieć uzasadnienie w Listach św. Pawła. On to w Liście do Efezjan, wylicza tak jak to czyni Dionizy [...]. Natomiast w Liście do Kolosan tak jak to czyni Grzegorz. [...] To wyliczenie rzędów [przez Dionizego] nie jest pozbawione słuszności. [...] Również i układ rzędów przyjęty przez Grzegorza jest uzasadniony”.

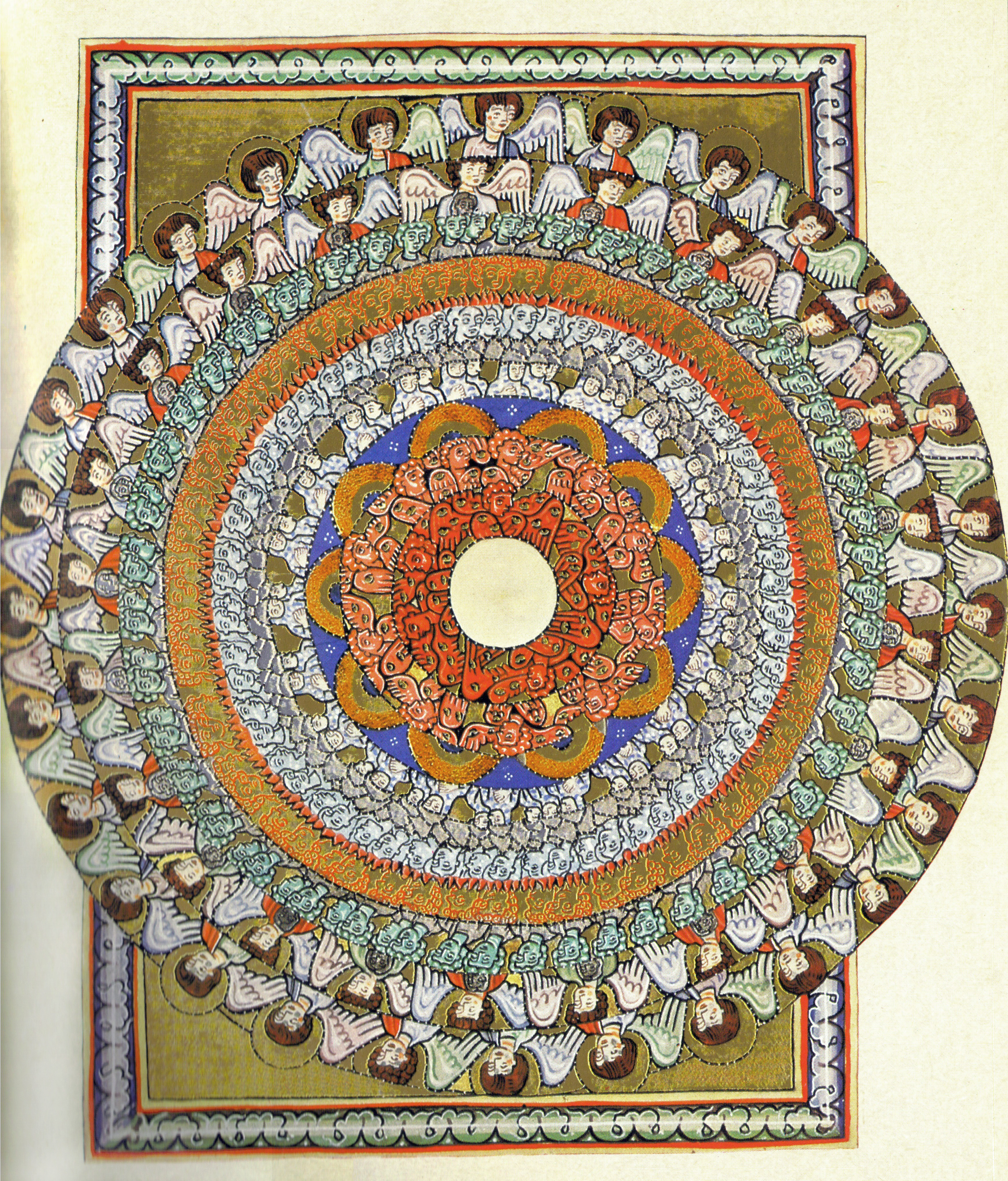
Wszystkie chóry anielskie według św. Hildegardy z Bingen, Moce trzeci krąg od zewnątrz

Jeśli ktoś dokładnie rozpatrzy układ rzędów według Dionizego i Grzegorza, ten stwierdzi, że w samej rzeczy mało lub nic się nie różnią. Grzegorz bowiem wyjaśnia nazwę Zwierzchności w tym znaczeniu, że one stoją na czele dobrych duchów. To samo jednak przysługuje Mocom, o ile nazwę Moce pojmuje się jako siłę czy męstwo udzielone niższym duchom do skutecznego wykonywania Bożych posług. Dalej, Moce w ujęciu Grzegorza, jak się zdaje, znaczą to samo, co Zwierzchności w ujęciu Dionizego. Pierwsze bowiem miejsce wśród Bożych posług zajmuje dokonywanie cudów, gdyż przez to gotuje się drogę posłannictwu Archaniołów i Aniołów.

Dante Alighieri w Boskiej Komedii popierał Dionizego, a krytykował Grzegorza za jego wersję, pisząc, że ten drugi w niebie poznał swój błąd:

Już Dyjonizy myśli utęsknione

Zwracał do duchów tych górnego rzędu:

Nazwy ich, cechy były mu zjawione.

Grzegorz się rozszedł z nim, lecz gdy oprzędu

Ciała pozbywszy, tu otwarł źrenice,

Jakże się musiał śmiać z własnego błędu.

Odrębne rozwiązanie przedstawiała św. Hildegarda z Bingen, jako jedyna stosując inny podział na trzy hierarchie anielskie: nie 3-3-3, ale 2-5-2. Według niej dwa zewnętrzne rzędy, czyli Archaniołowie i Aniołowie „obejmują się i zamykają w formie wieńca wokół pięciu innych rzędów”: Mocy, Władz, Zwierzchności, Panowań i Tronów. Wewnątrz nich zaś, znajdują się Cherubini i Serafini, najbliżej tronu Boga. W swym hymnie na cześć chórów anielskich pisała: „Chwała Wam, [...] Wy, Władze, Moce i Zwierzchności, Panowania i Trony, którzy zamykacie święty krąg tajemnicy liczby pięć”.
W ujęciu św. Hildegardy zatem, Moce i Zwierzchności, będąc wewnątrz jednej hierarchii anielskiej, współpracują ze sobą, mają podobne cechy i zadania, więc nie ma potrzeby sztywnego ustalania ich pozycji, jak jest w przypadku tradycyjnego układu, w którym Moce i Zwierzchności należą do osobnych hierarchii. Z kontekstu języka greckiego wynika kolejność, od góry: Zwierzchności (άρχαί, czyli władze zwierzchnie), Władze (έξουσίαι, czyli władze wykonawcze), Moce (δυνάμεις, czyli moce do sprawowania tej władzy).

## Moce jako aniołowie stróżowie

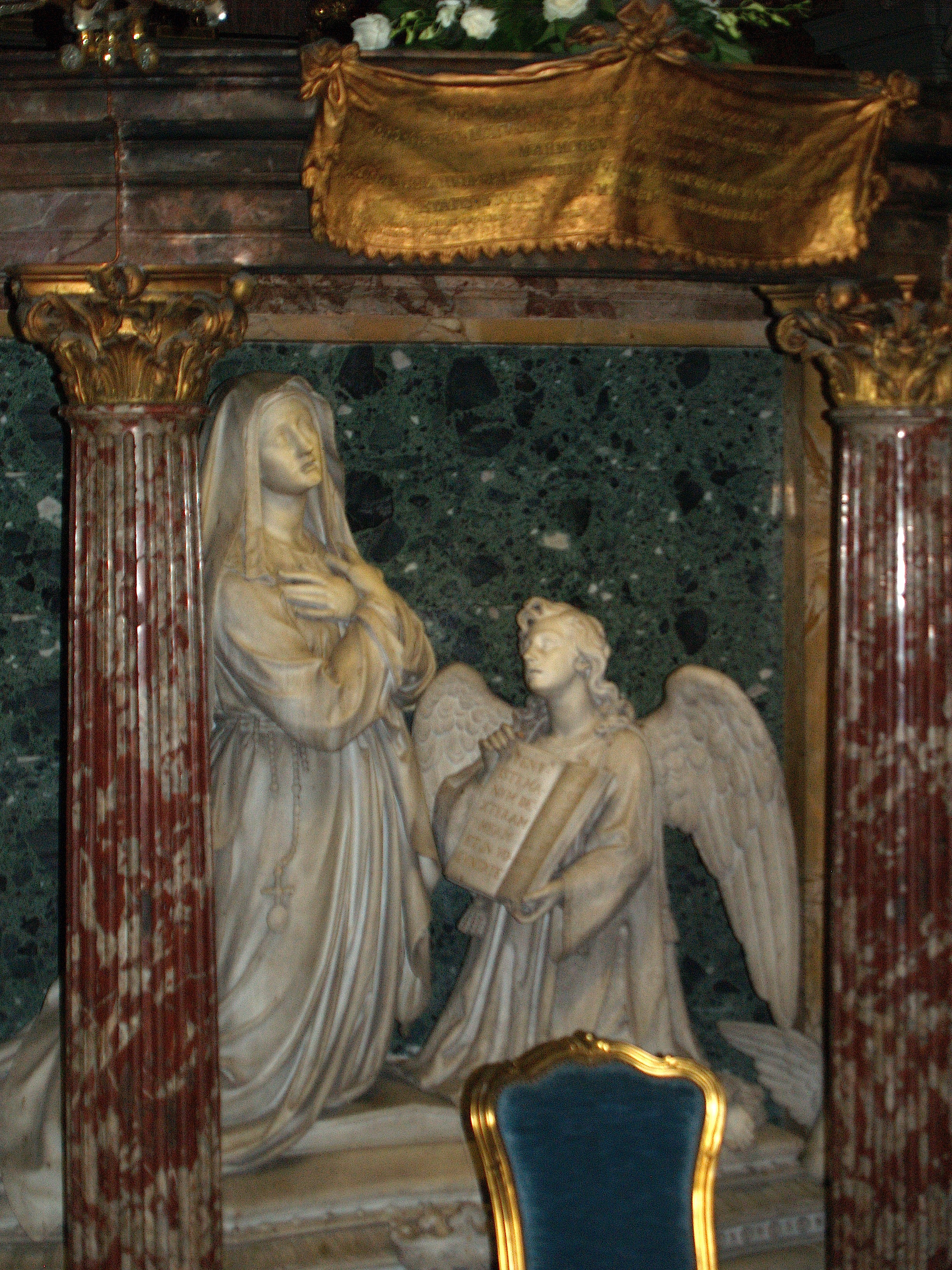
Franciszka Rzymianka ze swym Aniołem Stróżem z chóru Mocy

W chrześcijańskiej angelologii istnieje kontrowersja, czy aniołowie stróżowie pochodzą tylko z ostatniego chóru, tj. Aniołów, czy też ze wszystkich rzędów. W żywocie św. Franciszki Rzymianki znajduje się opis zamiany jej anioła stróża z Archanioła na Moc:

Pan kazał mu [nowemu aniołowi] stanąć obok Franciszki. Anioł należał do chóru Mocy i miał odtąd zastąpić przy Franciszce Archanioła, który był jej dany poprzednio, a teraz wrócił do swych braci niebieskich. Pięknością i blaskiem tak dalece przewyższał swego poprzednika, że wedle świadectwa Świętej, słońce w porównaniu z tym blaskiem zdawało się być chmurą. W tej jasności anielskiej, jakby w zwierciadle, Franciszka widziała rzeczy teraźniejsze i przyszłe, znane i najtajniejsze.

Magdalena od Krzyża "Ancilla", niemiecka mistyczka pisała:

Bóg przydziela Anioła Stróża z chóru Mocy tym, którzy pracują z całym zaangażowaniem nad swoją poprawą i używają wszystkich środków, aby ratować swoją duszę. Wszyscy ludzie, którzy chcą prowadzić życie wewnętrzne, powinni szczególnie przywoływać aniołów z tego chóru, aby im użyczyli mocy i siły do opanowania swych słabości, wad i grzechów.

## Moce demoniczne
Określenie Moce odnośnie do demonów, analogicznie jak w przypadku rzędu aniołów, jest używane w chrześcijaństwie w dwojakim znaczeniu: ogólnym i szczegółowym. W znaczeniu ogólnym moce ciemności to wszystkie zastępy demonów. To znaczenie zastosował np. kard. Suenens w książce Odnowa w Duchu Świętym i moce ciemności. W znaczeniu szczegółowym Moce to demony odpowiadające aniołom z tego rzędu.
Według chrześcijańskiej angelologii, upadli aniołowie z poszczególnych chórów zachowali naturalne właściwości swoich rzędów i wykorzystują je do czynienia zła. Poglądy na temat działania demonów z rzędu Mocy zebrał Francis Frangipane, amerykański teolog życia duchowego i demonolog:

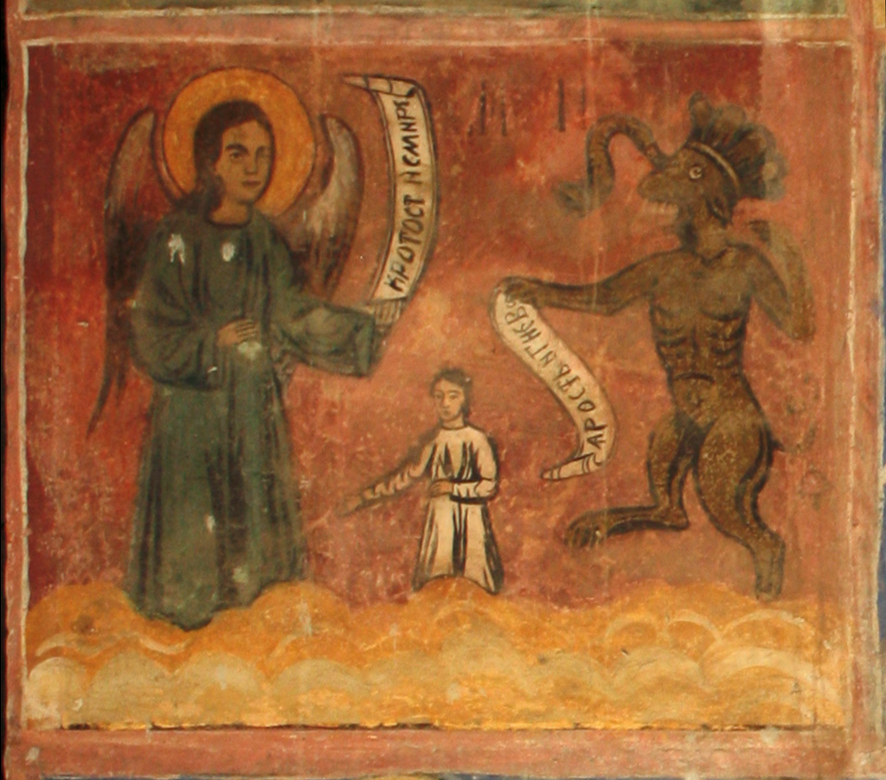
Anioł Mocy z łagodnością i pokorą oraz demon Mocy z furią i gniewem, fresk z kościoła św. Mikołaja w Czukowcu (obwód Pernik)

„Moc jest ważnym duchem demonicznym, którego główną działalnością jest pokrycie powierzonej mu dziedziny energią właściwego jemu zła. Zwane są one Mocami, gdyż tym właśnie są: mocami ciemności. Są one złymi odpowiednikami anielskiej klasy Cnót moralnych. Tak, jak kościół [lokalny] może posługiwać się jakąś szczególną cnotą moralną, na przykład radością, czy wiarą, w ten sam sposób moc lęku czy depresji może posługiwać się jakąś zdegenerowaną dzielnicą miasta.
Wielu ludzi tygodniami zmaga się z tym samym, szczególnym problemem. Źródłem tego typu działalności jest często szczególna moc, mająca swe wpływy w danej dziedzinie. Zamiast zajmować się po kolei każdą pojedynczą osobą, związanie Mocy działającej w danej dziedzinie, a następnie okrycie ludzi duchowo krwią Jezusa sprawia, że natężenie ich walk słabnie, a w to miejsce przychodzi zwycięstwo.
Moc zajmuje obszar, który jest zwykle terytorium administracyjnym, chociaż może też ona przebywać w umyśle wpływowej osoby lub budować pewne negatywne postawy w kościele. Główne Moce często wywierają wpływ na rzeczywistość duchową ponad całymi regionami krajów. Różne Moce mogą działać razem pod kontrolą Zwierzchności, lecz zwykle jedna lub dwie będą najbardziej wpływowe [...].
Tak, jak w przypadku Zwierzchności, środkami, przez które Kościół skutecznie walczy z Mocami są: władza duchowego autorytetu Chrystusa oraz zasada wypierania. Moce nie są wyrzucane, lecz wypierane w duchowej rzeczywistości przez pełnię Chrystusowego panowania w Kościele i przez wstawienniczą walkę świętych w danym regionie”.

## Ludzie zbawieni w chórze Mocy
Według chrześcijańskiej angelologii zbawieni, stosownie do swych darów i zasług, zajmą w niebie miejsca upadłych aniołów w poszczególnych chórach. Zdaniem św. Mechtyldy z Hackeborn:

Ci, którzy ćwiczą się w cierpliwości, w posłuszeństwie, w dobrowolnym ubóstwie i w pokorze oraz wszystkie cnoty pełnią odważnie, podnoszą się na stopień trzeci, gdzie są Moce.